# 1942 a jogalkotásban
1942-ben az alábbi jogszabályokat alkották meg:

## Magyarország

### Törvények
- 1942. évi I. törvénycikk A Budapesten, az 1941. évi március hó 20. napján kelt magyar-német társadalombiztosítási szerződés becikkelyezéséről
- 1942. évi II. törvénycikk A kormányzóhelyettesről
- 1942. évi III. törvénycikk Vitéz nagybányai Horthy István úrnak kormányzóhelyettessé megválasztásáról és eskütételéről
- 1942. évi IV. törvénycikk Az orvosi rendtartásról szóló 1936. évi I. törvénycikk egyes rendelkezéseinek módosításáról és kiegészítéséről
- 1942. évi V. törvénycikk A nemzet nagyjaira, úgyszintén a szentekre és az egyházak nagyjaira, valamint az egyházak elnevezésére utaló megjelöléseknek az ipari és kereskedelmi tevékenység körében való használatáról
- 1942. évi VI. törvénycikk Az üzleti záróráról
- 1942. évi VII. törvénycikk A mértékekről, ezek használatáról és ellenőrzéséről szóló 1907. évi V. törvénycikk, valamint az egészségügyi és egyéb közcélokra szolgáló méréseknél használatos mértékek, mérőeszközök és készülékek hitelesítéséről szóló 1936. évi XXV. törvénycikk büntető rendelkezéseinek módosításairól és kiegészítéséről
- 1942. évi VIII. törvénycikk Az izraelita vallásfelekezet jogállásának szabályozásáról
- 1942. évi IX. törvénycikk Az 1914-1918. évi hadikölcsönök rendezéséről
- 1942. évi X. törvénycikk Egyes közéleti visszaéléseket büntető rendelkezésekről
- 1942. évi XI. törvénycikk A gazdasági hitelélet rendjének, továbbá az államháztartás egyensúlyának biztosításáról alkotott 1931. évi XXVI. törvénycikkben a minisztériumnak adott és utóbb kiterjesztett felhatalmazás további meghosszabbításáról
- 1942. évi XII. törvénycikk A városi orvosokról, a községi orvosokról és a körorvosokról, valamint egyes közegészségügyi rendelkezések módosításáról és kiegészítéséről
- 1942. évi XIII. törvénycikk Az Országos Ügyvédi Gyám- és Nyugdíjintézet fedezeti alapjának növelése tárgyában
- 1942. évi XIV. törvénycikk A honvédelemről szóló 1939. évi II. törvénycikk, valamint az 1914-1918. évi világháború tűzharcosai érdemeinek elismeréséről szóló 1938. évi IV. törvénycikk módosításáról és kiegészítéséről
- 1942. évi XV. törvénycikk A zsidók mező- és erdőgazdasági ingatlanairól
- 1942. évi XVI. törvénycikk A mezőgazdaság fejlesztéséről
- 1942. évi XVII. törvénycikk A Berlinben 1940. évi július hó 20. napján kelt magyar-német konzuli egyezmény becikkelyezéséről
- 1942. évi XVIII. törvénycikk  A tartási ügyekben keletkezett bírósági és gyámhatósági határozatok, egyességek és egyéb végrehajtható okiratok kölcsönös elismerése és végrehajtása tárgyában Bécsben, 1941. évi november hó 28. napján aláírt magyar-német egyezmény becikkelyezéséről
- 1942. évi XIX. törvénycikk A személyállapotra vonatkozó közlések és megkeresések tárgyában Budapesten, 1941. évi szeptember hó 1. napján kell magyar-német egyezmény becikkelyezéséről
- 1942. évi XX. törvénycikk A hősi halált halt vitéz nagybányai Horthy István kormányzóhelyettes úr emlékének és a nemzet hálájának megörökítéséről
- 1942. évi XXI. törvénycikk Az országgyűlés felsőházáról szóló 1926. évi XXII. törvénycikk módosításáról és kiegészítéséről, valamint a visszacsatolt területekkel kapcsolatban a felsőház szervezetére vonatkozóan szükséges átmeneti rendelkezésekről
- 1942. évi XXII. törvénycikk A vármegyei, városi és községi tisztviselők alkalmazásának, valamint egyes szolgálati viszonyainak átmeneti szabályozásáról
- 1942. évi XXIII. törvénycikk Szombathely és Kaposvár megyei városoknak törvényhatósági jogú városokká alakításáról
- 1942. évi XXIV. törvénycikk Az 1943. évi állami költségvetésről